# Nevada Wolf Pack

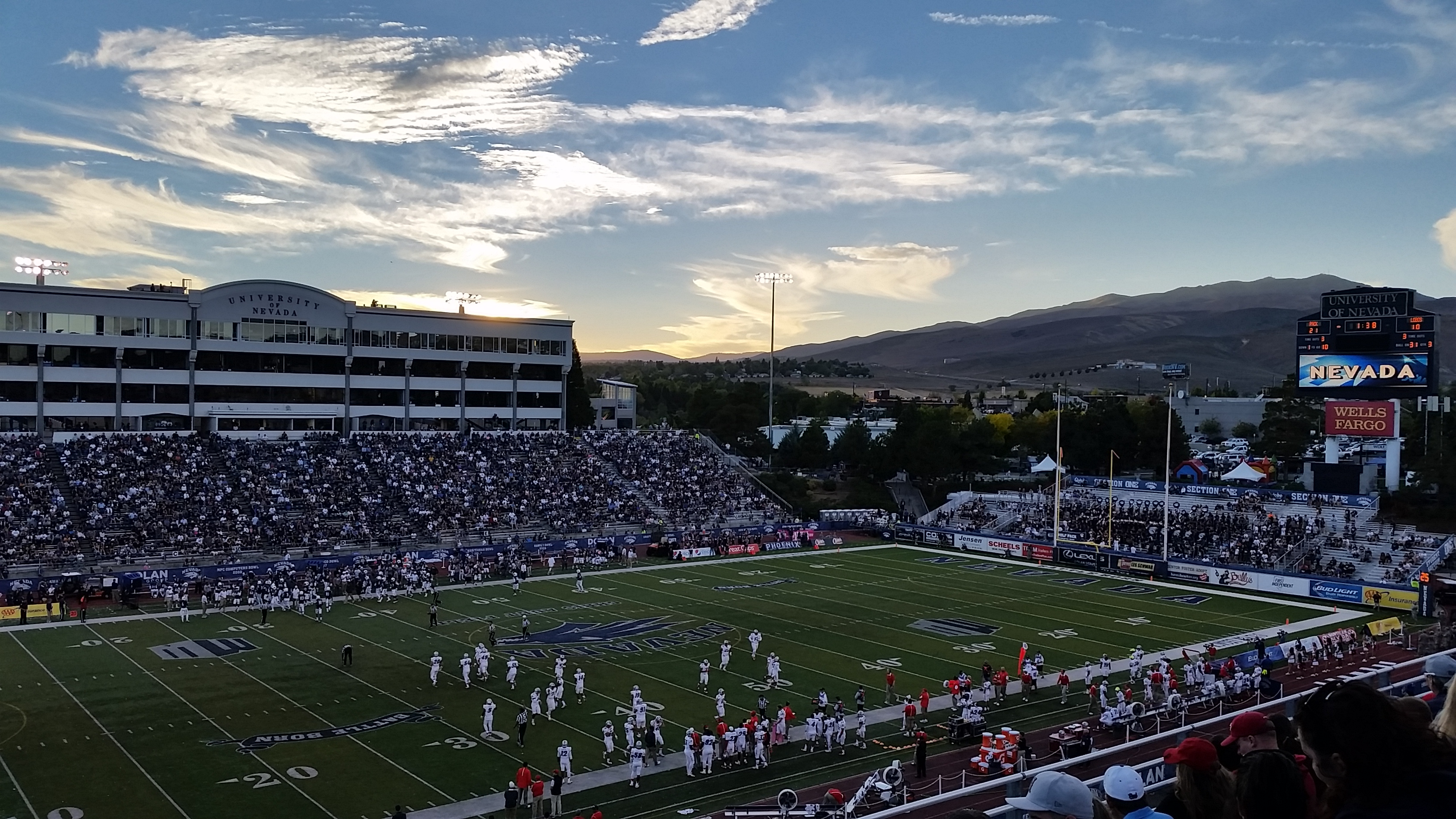
Mackay Stadium

Nevada Wolf Pack (español: La manada de lobos de Nevada) es el equipo deportivo de la Universidad de Nevada en Reno, situada en Reno, Nevada. Los equipos de los Wolf Pack participan en las competiciones universitarias de la NCAA, en la Mountain West Conference. El apodo, a diferencia de la otra universidad que lo utiliza, NC State Wolfpack, se escribe por separado, en dos palabras: Wolf Pack.

## El apodo
A principios del siglo XX, los deportistas de Nevada eran conocidos como los Sagebrushers (Artemisias, una planta propia del estado de Nevada).
Las montañas de Sierra Nevada, situadas al oeste de la localidad de Reno, son el hogar de numerosas manadas de lobos salvajes. Los estudiantes y los residentes de la zona estaban familiarizados con el animal. Fue en 1922 cuando un periodista local se refirió al espíritu del juego de los de Nevada como el de una manada de lobos. El apelativo pronto caló entre los estudiantes, y fue adoptado oficialmente en 1923.
Solo otro equipo colegial usa este nombre, como se hace referencia con anterioridad, la Universidad de North Carolina State, y solamente se han enfrentado en una ocasión a lo largo de toda la historia, y fue en la primera ronda de la Fase Final del torneo de la NCAA de 1985, y los Wolfpack derrotaron a los Wolf Pack por 65-56.

## Programa deportivo
Los Wolf Pack participan en las siguientes modalidades deportivas:
| - Masculino - Béisbol - Baloncesto - Fútbol - Tenis - Golf - Esquí - Rifle | - Femenino - Baloncesto - Cross - Fútbol - Softball - Natación y Saltos de trampolín - Tenis - Atletismo - Voleibol - Rifle - Esquí - Golf |

### Baloncesto
El equipo de baloncesto fue creado en 1913, y pertenece a la Western Athletic Conference desde 2001, habiendo pasado con anterioridad por varias conferencias diferentes, la última de ellas la Big West Conference. Han jugado la Fase Final de la NCAA en 6 ocasiones, clasificándose para la misma ininterrumpidamente desde 2004. En dicha fase tienen un balance de 4 victorias y 6 derrotas. Han ganado un total de 17 campeonatos de conferencia, 4 de ellos (de 2004 a 2007) en la WAC.
Tan solo 6 jugadores ha aportado a la NBA en toda su historia, siendo el más conocido para el público español el pívot David Wood, que jugó, entre otros equipos de la Liga ACB, en el Barcelona y en el TAU Baskonia. En el Draft de la NBA de 2007 fue elegido Nick Fazekas, que firmó contrato con Dallas Mavericks. Mientras que en el Draft de la NBA de 2010, fue escogido uno de los mejores jugadores de la universidad, Armon Johnson. Destacar también al base Ramon Sessions, con una gran trayectoria en la NCAA y en la NBA, después de haber sido elegido en el puesto 56 en el Draft de la NBA de 2007.